# スーパーヤマザキ
株式会社スーパーヤマザキは、東京都府中市に本社を置き、スーパーマーケットの経営を行う山崎製パングループの企業。CGCグループに加盟しており、CGCの電子マネー「CoGCa（コジカ）」が利用できる。

## 概要
登記・公表されている本店所在地は、長らく東久留米市の滝山店の所在地であったが、2023年3月29日付で府中店の所在地に登記情報が更新された。
東京都多摩地区に2店舗、23区内に1店舗、千葉県市川市に1店舗の合計4店舗と、グループのデイリーヤマザキに比べても非常に小規模である。以前は親会社の山崎製パン武蔵野工場がある東久留米市に店舗が集中し、最盛期には同市内で3店舗を出店していた。24時間営業の店もあり、かつては深夜24時までの営業店もあった。店舗ロゴはオリジナルのものと、山崎製パンと同じ「ヤマザキ」のロゴを配した店がある。
2022年には、東京都多摩地区5店舗の閉鎖が立て続けに進められた。同年4月30日には鶴川店（町田市）が、5月31日には東久留米西口店（東久留米市）が、6月30日には百草店（日野市）が、8月31日には滝山店（東久留米市）が、11月30日には平尾店（稲城市）が、それぞれ閉店した。

## 店舗
- 府中店（東京都府中市）- 本部を置く府中店のみ「FRESH FOOD MARKET CHETOS YAMAZAKI（シェトスヤマザキ）」の屋号を名乗っている[3]。
- 東久留米東口店（東京都東久留米市）
- 三筋店（東京都台東区）
- 市川店（千葉県市川市）- デイリーヤマザキ本社などがあるビル「サンプラザ35 ヤマザキプラザ市川」地下1階に入居[10]。

## スーパーヤマザキが登場する作品
- お隣の天使様にいつの間にか駄目人間にされていた件 - 作中で最寄りスーパーのモデルとして、シェトスヤマザキ府中店が背景に登場する。